# اوگیاروو
اوگیاروو (به صربی: Ugljarevo) یک منطقهٔ مسکونی در صربستان است که در Trstenik واقع شده‌است. اوگیاروو ۴۷۸ نفر جمعیت دارد.